# Liste der Bodendenkmale in Hattstedt
In der Liste der Bodendenkmale in Hattstedt sind die Bodendenkmale der Gemeinde Hattstedt nach dem Stand der Bodendenkmalliste des Archäologischen Landesamts Schleswig-Holstein von 2016 aufgelistet. Die Baudenkmale sind in der Liste der Kulturdenkmale in Hattstedt aufgeführt.
| Denkmal-ID           | Befundart           | Bezeichnung            | Zeitstellung                 | Lage | Bemerkungen | Bild |
| -------------------- | ------------------- | ---------------------- | ---------------------------- | ---- | ----------- | ---- |
| aKD-ALSH-Nr. 001 201 | Grabmal > Grabhügel | Grabhügel              | Vor- und/oder Frühgeschichte |      |             |      |
| aKD-ALSH-Nr. 005 021 | Grabmal > Grabhügel | Grabhügel „Galgenberg“ | Vor- und/oder Frühgeschichte |      |             |      |